# العلاقات الألمانية الكندية
العلاقات الألمانية الكندية هي العلاقات الثنائية التي تجمع بين ألمانيا وكندا.

## مقارنة بين البلدين
هذه مقارنة عامة ومرجعية للدولتين:
| وجه المقارنة                                              | ألمانيا                                                                              | كندا                     |
| --------------------------------------------------------- | ------------------------------------------------------------------------------------ | ------------------------ |
| المساحة (كم2)                                             | 357.41 ألف                                                                           | 9.98 مليون               |
| عدد السكان (نسمة)                                         | 81.29 مليون                                                                          | 35.70 مليون              |
| الكثافة السكانية (ن./كم²)                                 | 227.44                                                                               | 3.58                     |
| العاصمة                                                   | بون، برلين                                                                           | أوتاوا                   |
| اللغة الرسمية                                             | اللغة الألمانية                                                                      | لغة إنجليزية، لغة فرنسية |
| العملة                                                    | يورو، مارك ألماني                                                                    | دولار كندي               |
| الناتج المحلي الإجمالي (بليون دولار)                      | 3.68 تريليون                                                                         | 1.65 تريليون             |
| الناتج المحلي الإجمالي (تعادل القوة الشرائية) بليون دولار | 3.92 تريليون                                                                         | 1.59 تريليون             |
| الناتج المحلي الإجمالي الاسمي للفرد دولار أمريكي          | 41.31 ألف                                                                            | 43.25 ألف                |
| الناتج المحلي الإجمالي للفرد دولار أمريكي                 | 46.40 ألف                                                                            | 45.07 ألف                |
| مؤشر التنمية البشرية                                      | 0.926                                                                                | 0.913                    |
| رمز المكالمات الدولي                                      | +49                                                                                  | +1                       |
| رمز الإنترنت                                              | .de                                                                                  | .ca                      |
| المنطقة الزمنية                                           | توقيت وسط أوروبا، ت ع م+01:00، ت ع م+02:00، توقيت أوروبا الوسطى المعياري (ت غ م +1) ‏ |                          |

## مدن متوأمة
في ما يلي قائمة باتفاقيات التوأمة بين مدن ألمانية وكندية:
- ترتبط غريما مع ليدوك باتفاقية توأمة.
- ترتبط نوردلينغن مع ماركام باتفاقية توأمة.
- ترتبط هانوفر مع مونتريال باتفاقية توأمة منذ 1979.[16][16][16][17]
- ترتبط آخن مع هاليفاكس باتفاقية توأمة منذ 2013.[18][18][18][18]
- ترتبط شبرمبرغ مع Grand Forks, British Columbia [الإنجليزية]‏ باتفاقية توأمة.
- ترتبط لانغهفيزن مع Cap-Rouge, Quebec City [الإنجليزية]‏ باتفاقية توأمة.
- ترتبط كوبورغ مع كوبورغ باتفاقية توأمة منذ 1972.
- ترتبط فرانكفورت مع تورونتو باتفاقية توأمة منذ 3 أكتوبر 1990.[19][19][19][19]
- ترتبط تسفايبروكن مع باري باتفاقية توأمة.
- ترتبط لار مع بيلفي باتفاقية توأمة.
- ترتبط مانهايم مع وندسور باتفاقية توأمة منذ 1961.
- ترتبط بافاريا مع كيبك باتفاقية توأمة.

## منظمات دولية مشتركة
يشترك البلدان في عضوية مجموعة من المنظمات الدولية، منها:
| علم المنظمة | اسم المنظمة                               | تاريخ انضمام ألمانيا | تاريخ انضمام كندا |
| ----------- | ----------------------------------------- | -------------------- | ----------------- |
|             | مؤسسة التمويل الدولية                     | 20 يوليو 1956        | 20 يوليو 1956     |
|             | بنك التنمية الكاريبي ‏                     | ?                    | ?                 |
|             | يونسكو                                    | 11 يوليو 1951        | 4 نوفمبر 1946     |
|             | مجموعة أستراليا                           | 1985                 | 1985              |
|             | مركز تنسيق الحركة في أوروبا ‏              | ?                    | ?                 |
|             | مجموعة الموردين النوويين                  | ?                    | ?                 |
|             | الوكالة الدولية للطاقة                    | ?                    | ?                 |
|             | مؤسسة التنمية الدولية                     | 24 سبتمبر 1960       | 24 سبتمبر 1960    |
|             | منظمة التعاون الاقتصادي والتنمية          | 27 سبتمبر 1961       | ?                 |
|             | المركز الدولي لتسوية المنازعات الاستشارية | 18 مايو 1969         | 1 ديسمبر 2013     |
|             | وكالة ضمان الاستثمار متعدد الأطراف        | 12 أبريل 1988        | 12 أبريل 1988     |
|             | مجموعة الثماني                            | 18 مايو 1998         | ?                 |
|             | منظمة حظر الأسلحة الكيميائية              | 29 أبريل 1997        | ?                 |
|             | البنك الإفريقي للتنمية                    | ?                    | ?                 |
|             | الاتحاد الدولي للاتصالات                  | 1866                 | 1 يوليو 1908      |
|             | الأمم المتحدة                             | 18 سبتمبر 1973       | 9 نوفمبر 1945     |
|             | المنظمة الهيدروغرافية الدولية             | ?                    | ?                 |
|             | منظمة الشرطة الجنائية الدولية             | ?                    | ?                 |
|             | مجموعة العشرين                            | 26 سبتمبر 1999       | ?                 |
|             | منظمة الأمن والتعاون في أوروبا            | 25 يونيو 1973        | 25 يونيو 1973     |
|             | البنك الدولي للإنشاء والتعمير             | 14 أغسطس 1952        | 27 ديسمبر 1945    |
|             | الاتحاد البريدي العالمي                   | 1 يوليو 1875         | ?                 |
|             | حلف شمال الأطلسي                          | 9 مايو 1955          | 4 أبريل 1949      |
|             | منظمة التجارة العالمية                    | ?                    | ?                 |
|             | الفريق المعني برصد الأرض                  | ?                    | ?                 |
|             | بنك التنمية الآسيوي                       | 1966                 | 1966              |
|             | نظام تحكم تكنولوجيا القذائف               | 1987                 | 1987              |
|             | اتفاقية السماوات المفتوحة                 | ?                    | ?                 |

## أعلام
هذه قائمة لبعض الشخصيات التي تربطها علاقات بالبلدين:
- آفريل لافين (مغنية روك وبوب وكاتبة أغان كندية، 27 سبتمبر 1984[52] – )
- برندان فريزر (ممثل أداء صوتي أمريكي، 3 ديسمبر 1968[53][54][55] – )
- بروك ليسنر (مصارع محترف «البطل الكوني»، 12 يوليو 1977 – )
- تريشيا هيلفر (11 أبريل 1974 – )
- تشاد كروجر (15 نوفمبر 1974 – )
- جاي باروشيل (ممثل كندي، 9 أبريل 1982 – )
- جون ديفنبيكر (18 سبتمبر 1895[56][57][58] – 16 أغسطس 1979[57][58][59])
- دونالد سثرلاند (ممثل كندي، 17 يوليو 1935[60][61][62] – )
- ديد ماوس (5 يناير 1981[63][64] – )
- رايموند بور (ممثل كندي، 21 مايو 1917[65][66][67] – 12 سبتمبر 1993[65][66][67])
- سارة تشالك (ممثلة كندية، 27 أغسطس 1976[68] – )
- شايلا ستايلز (ممثلة إباحية كندية، 23 سبتمبر 1982 – 9 نوفمبر 2017)
- كيتشنر
- ماري دريسلر (9 نوفمبر 1868[69][70][71] – 28 يوليو 1934[69][70][72])
- هنري تاوب (30 نوفمبر 1915[73][74] – 16 نوفمبر 2005[73][74])

## وصلات خارجية
- موقع وزارة الخارجية الألمانية
- موقع وزارة الخارجية الكندية